# Amee
AMEE(본명: 쩐후옌미(베트남어: Trần Huyền My), 2000년 3월 23일 ~ )는 베트남의 가수 겸 배우이다.

## 생애

### 데뷔 전
Amee는 2000년 3월 23일에 하노이에서 태어났다. 15세에 St.319 엔터테인먼트에 입사했다. 베트남 아이돌 중에서는 거의 처음으로 4년 동안 트레이닝을 거쳤다. Nguyễn Trọng Tài, San Ji와 Double X의 뮤직 비디오인 "HongKong1"에 출연하기도 했다.
2018년 10월에는 같은 레이블 그룹인 Monstar의 "Nếu Mai Chia Tay" 뮤직비디오에 출연했다.

### 데뷔 및 활동
2019년 3월 13일, 처음으로 솔로 아티스트로 소개되었다. 솔로 데뷔 티저인 "dreAMEE (intro)"가 2019년 4월 1일에 공개되었다. 이어 B Ray가 피쳐링한 첫 타이틀 곡 Anh Nhà Ở Đâu Thế가 2019년 4월 3일에 공개되었다. 뮤직 비디오는 베트남 유튜브 인기 급상승 동영상 2위를 차지했다.
2019년 4월 14일, 다시 B Ray가 피쳐링한 곡 'Ex's Hate Me'가 발매되었다. 이 곡으로 Amee는 베트남 커뮤니티 사이에서 인기를 얻게 되었다. 발매 5일 뒤에는 유튜브 차트 상위권을 기록했다. 4월 22일에는 Kay Tran과 협업해 Phố Hàng Nóng을 발매했다.
5월 9일 발매된 두 번째 싱글 Đen Đá Không Đường의 뮤직 비디오가 인기 급상승 3위를 기록했다. 9일 후 18일에 발매된 싱글 "dreAMEE"는 Zing MP3에 시한부로 공개되었다. 이는 Amee의 첫 음원 발매였다. 이후 스포티파이, 아이튠즈, 애플 뮤직과 같은 음원 플랫폼에도 수록되었다.
2019년 7월 15일, Andiez와 같이 영화 Thật Tuyệt Vời Khi Ở Bên Em의 OST인 Anh Đánh Rơi Người Yêu Này를 발표했다.
2019년 9월 12일, OSad와 같이 부른 곡 Dấu Yêu Vô Hình를 공개했다.
2019년 10월 13일, 네 번째 타이틀 트랙인 Trời Giấu Trời Mang Đi를 공개했다. 작곡에 리그 오브 레전드 플레이어 및 스트리머인 ViruSs가 참여했다. 이는 ViruSs가 처음으로 작곡한 곡이었다. 이 곡의 뮤직 비디오는 베트남 유튜브 인기 급상승 동영상 1위를 차지했다.
2019년 12월 5일, 베트남 뮤직 어워즈에서 베스트 콜라보레이션 뮤직 비디오 상을 받았다. 이어 2020년 1월 9일, 징 뮤직 어워즈(ZMA)에서 신인상을 수상했다.
2020년 1월 18일, Huynh James와 영화 30 Chưa Phải Là Tết의 OST Giận Muốn Chết Đến Tết Cũng Quên이 공개되었다.
음력 새해 축제 기간엔 기념 페스티벌인 Gala Nhac Viet에서 Han Sara와 Xesi와 함께 Tết Đón Xuân Về를 불렀다.
2020년 2월 14일, B Ray의 앨범인 "Loser2Love"의 타이틀 곡인 'Do For Love'에 피쳐링으로 참여했다. 이 곡의 뮤직 비디오는 이틀 동안 급상승 동영상 2위에 있었다. 11일 뒤인 25일에는 Lou Hoang, Rhymastic과 같이 부른 '1000x(Ngàn Lần)'이 공개되었다.
2020년 3월 3일, SCTV2의 Làn Sóng Xanh에서 2019년 가장 사랑받은 노래 TOP10을 수상했다.
이후 네 번째 싱글 "Sao Anh Chưa Về Nhà"를 발매하였다. 같은 레이블의 가수 및 래퍼 Ricky Star가 피쳐링에 참여했다. 뮤직 비디오는 유튜브 급상승 동영상 1위를 차지했다.
이후 "Giải thưởng Âm nhạc Cống hiến" (베트남의 그래미 어워즈와 같음) 시상식에서 신인상을 수상했다.
2020년 6월 18일에는 첫 정규 앨범 "dreAMEE"의 타이틀인 싱글 'Yêu Thì Yêu Không Yêu Thì Yêu'를 공개하였다. 다른 아티스트가 피쳐링하지 않은 곡 중 처음으로 홍보된 곡이다. 2일 동안 유튜브 급상승 동영상 1위를 기록했다. "dreAMEE"는 10일 뒤인 6월 28일에 공개됐다.
2020년 12월 6일, 엠넷 아시안 뮤직 어워드에서 베스트 뉴 아시안 아티스트 베트남 부문을 수상하였다.

## 음반

### 앨범
| 표제    | 앨범 세부 정보                                                                         | 트랙리스트 |
| ------- | -------------------------------------------------------------------------------------- | --- |
| dreAMEE | - 출시일 : 2020년 6월 28일 - 레이블 : St.319 엔터테인먼트 - 형식 : CD, 디지털 다운로드 | 1. dreAMEE (소개) 2. Anh Nhà Ở Đâu Thế (Solo ver.) 3. Yêu Thì Yêu Không Yêu Thì Yêu 4. Đen Đá Không Đường (ft B Ray) 5. 마마 보이 6. Trời Giấu Trời Mang Đi (ft ViruSs) 7. Ex 's Hate Me 2 (ft B Ray) 8. Sao Anh Chưa Về Nhà (ft Ricky Star) 9. 쑤안, 하, 목, 동, 로이 쑤안 10. G9 (아웃트로) |